# ロサンゼルス郡都市圏交通局A線
ロサンゼルス郡都市圏交通局A線（ロサンゼルスぐんとしけんこうつうきょくAせん、英: A Line）は、アメリカ合衆国カリフォルニア州ロサンゼルス郡を走るライトレール(LRT)である。ロサンゼルス郡都市圏交通局が運営し、ラインカラーは「ブルー」。

## 概要
ロサンゼルスを走る都市鉄道路線では最も古い路線である。東方の郊外都市アズサからダウンタウン・ロサンゼルスを経由し、南方のロングビーチに向かう路線。

### 歴史
1990年7月14日にピコ駅 - ウィロウ駅間で開業、同年9月にロングビーチ市内へ、1991年の2月にピコ駅 - 7th ストリート/メトロセンター駅が延長開業した。軌道の大半であるワシントン駅 - 1stストリート駅付近までは、1961年まで営業していたパシフィック電鉄ロングビーチ線の廃線跡や廃線後に貨物線に使われていた部分を転用したもので、駅もほぼパシフィック電鉄時代と同じ位置にあるなど、実質上はLRTとしてロングビーチ線を復活させた路線である。開業当初はブルーラインと呼ばれていたが、2020年にA線へと改称された。
2012年に開業したE線とは7thストリート・メトロセンター駅 - ピコ駅間は線路及び車両を共用している。更に2023年開業のロサンゼルス市内の地下線により、L線と線路が繋がった。L線はA線に統合され消滅した。

## 車両

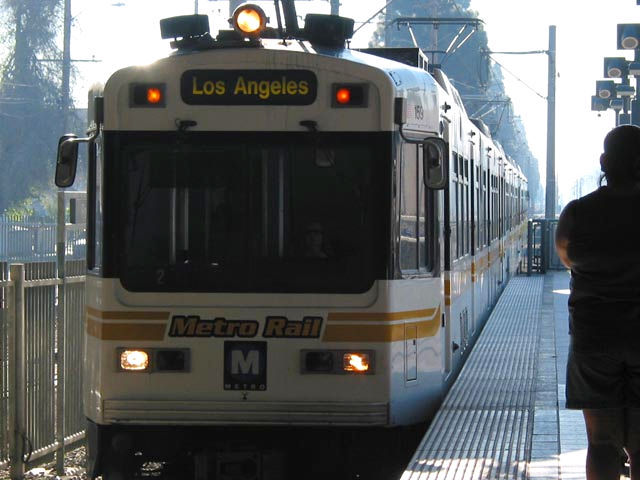
開業時から活躍していたP865形

開業時に54編成が導入された日本車輌製造製のP865形と、C線から転入してきた日本車輌製造製のP2020形15編成が運用されていた。なお両形式はほぼ同型の車両である。
その後、2012年にL線よりシーメンス製のP2000系が一部転用され、更に2017年からはP865形の老朽化に伴う代替を目的として近畿車輛製のP3010形が78編成導入され、P865形は2018年9月までに営業運転を終了、P2020形も2021年3月までに営業運転を終了した。
引退後、P865形100号車「ロングビーチ」と144号車「サウスゲイト」が動態保存されている。それら以外の車両は全て解体処分された。

## 駅
| 駅                                        | 乗換 | 開業日         | 所在地           |
| ----------------------------------------- | --- | -------------- | ---------------- |
| APU/シトラスカレッジ駅                    | | 2016年3月5日   | アズサ           |
| アズサ・ダウンタウン駅                    | | 2016年3月5日   | アズサ           |
| アーウィンデール駅                        | | 2016年3月5日   | アーウィンデール |
| ドゥアルテ/シティオブホープ駅             | | 2016年3月5日   | ドゥアルテ       |
| モンロビア駅                              | | 2016年3月5日   | モンロビア       |
| アルカディア駅                            | | 2016年3月5日   | アルカディア     |
| シエラマドレビラ駅                        | | 2003年7月26日  | パサデナ         |
| アレン駅                                  | | 2003年7月26日  | パサデナ         |
| レイク駅                                  | | 2003年7月26日  | パサデナ         |
| メモリアルパーク駅                        | メトロ・ラピッド: 762, 780 | 2003年7月26日  | パサデナ         |
| デルマー駅                                | メトロ・ラピッド: 762 | 2003年7月26日  | パサデナ         |
| フィルモア駅                              | | 2003年7月26日  | パサデナ         |
| サウスパサデナ駅                          | | 2003年7月26日  | サウス・パサデナ |
| ハイランドパーク駅                        | | 2003年7月26日  | ロサンゼルス     |
| サウスウェストミュージアム駅              | | 2003年7月26日  | ロサンゼルス     |
| ハリテージスクエア駅                      | | 2003年7月26日  | ロサンゼルス     |
| リンカーン/シプレスパーク駅               | メトロ・ラピッド: 751 | 2003年7月26日  | ロサンゼルス     |
| チャイナタウン駅                          | | 2003年7月26日  | ロサンゼルス     |
| ユニオン駅                                | B線 D線 エイ・モンテバスウェイ メトロ・ラピッド: 704, 728, 740, 745, 770 Foothill Transit: シルバーストリーク アムトラック メトロリンク | 2003年7月26日  | ロサンゼルス     |
| リトルトーキョー/アーツ・ディストリクト駅 | メトロ・ラピッド: 730 | 2009年11月15日 | ロサンゼルス     |
| ヒストリックブロードウェイ駅              | E線 |                | ロサンゼルス     |
| グランドアベニューアーツ/バンカーヒル駅   | |                | ロサンゼルス     |
| 7th ストリート/メトロセンター駅           | |                | ロサンゼルス     |
| ピコ駅                                    | | 2009年11月15日 | ロサンゼルス     |
| グランド/LATTC駅                          | |                | ロサンゼルス     |
| サンペドロストリート駅                    | |                | ロサンゼルス     |
| ワシントン駅                              | |                | ロサンゼルス     |
| ヴァーノン駅                              | |                | ロサンゼルス     |
| スロウソン駅                              | |                | ロサンゼルス     |
| フローレンス駅                            | |                |                  |
| ファイヤーストーン駅                      | |                |                  |
| 103rd ストリート/ワッツタワー駅           | |                |                  |
| ウィロウブルック/ローザパークス駅         | |                |                  |
| コンプトン駅                              | |                |                  |
| アーテジア駅                              | |                |                  |
| デルアモ駅                                | |                |                  |
| ワードロウ駅                              | | ロングビーチ   |                  |
| ウィロウストリート駅                      | | ロングビーチ   |                  |
| パシフィック・コースト・ハイウェイ駅      | | ロングビーチ   |                  |
| アナハイムストリート駅                    | | ロングビーチ   |                  |
| 5th ストリート駅                          | | ロングビーチ   |                  |
| 1st ストリート駅                          | | ロングビーチ   |                  |
| ダウンタウン・ロングビーチ駅              | | ロングビーチ   |                  |
| パシフィックアベニュー駅                  | | ロングビーチ   |                  |